# Velim (neolitické sídliště)
Neolitické sídliště u Velimi je archeologická lokalita na okraji Velimi v okrese Kolín ve Středočeském kraji. Pravěké sídliště bylo osídleno v neolitu příslušníky kultury s lineární keramikou ve druhé polovině šestého tisíciletí před naším letopočtem. Archeologický výzkum zde odkryl pozůstatky množství dlouhých domů. K výjimečným nálezům patří objev studny, ve které se dochovaly organické materiály.
Sídliště se nacházelo na severním okraji vesnice v Palackého ulici v místech, kde byla koncem roku zahájena výstavba areálu firmy Ball Aerocan CZ. Během archeologického výzkumu prováděného v letech 2001–2016 byla odkryta řada kůlových jam, které jsou pozůstatky celkem devatenácti dlouhých domů. V sousedství jednoho z domů byla nalezena jáma identifikovaná jako studna. Studna byla vyhloubená v labských píscích a vyztužená konstrukcí z dubového dřeva. Jádro konstrukce tvořil vykotlaný kmen javoru s vnitřním průměrem sedmdesát centimetrů, který podpírala čtveřice kůlů. Ve studni nalezená nádoba umožnila datovat dobu jejího používání do období staršího neolitu, přesněji do druhé fáze kultury s lineární keramikou. U dvou fragmentů dubové konstrukce bylo možné dendrochronologicky určit dobu pokácení stromu na roky 5196/5195 před naším letopočtem a 5200–5190 před naším letopočtem. I po zasypání studna uchovávala vlhké prostředí bez kyslíku, které zpomalilo rozkládání organických materiálů, a umožnilo získat vzorky pylů, semen a částí rostlin. Za ojedinělý je považován nález přibližně sedm centimetrů dlouhé a čtyři milimetry tlusté šňůrky stočené ze dvou vláken rostliny podobné konopí.